# Половые признаки
Половые признаки — ряд отличительных особенностей строения и функций органов тела, определяющие половую принадлежность организма. Половые признаки делятся на биологические и социальные (гендерные), так называемые поведенческие признаки.

## Разделение
Половые признаки разделяются на первичные, вторичные (биологические) и третичные (гендерные).

### Первичные половые признаки
Первичные и вторичные признаки обусловлены генетически, их структура заложена уже в оплодотворённой яйцеклетке задолго до рождения ребёнка. Дальнейшее развитие половых признаков происходит при участии гормонов. К первичным половым признакам относятся те признаки, которые связаны с репродуктивной системой и относятся к строению половых органов.

### Вторичные половые признаки
Вторичные половые признаки формируются в течение роста и полового созревания организма. У мужчин они проявляются в росте бороды, усов, появлении низкого тембра голоса и другом, у женщин — в развитии молочных желёз, в появлении определённых особенностей телосложения и других признаков. У человека и позвоночных животных вторичные половые признаки являются функцией деятельности половых желёз. Интенсивность полового созревания людей зависит от социально-бытовых условий, наследственности и других причин.

### Третичные половые признаки
Третичными половыми признаками у высших живых существ являются психологические и социально-культурные различия в поведении полов. Особенно в человеческом обществе третичные половые признаки сильно подвержены влияниям различных культур. Так, например, традиционным мужским одеянием в Шотландии является килт, в то время как во многих странах юбка считается предметом исключительно женского гардероба.

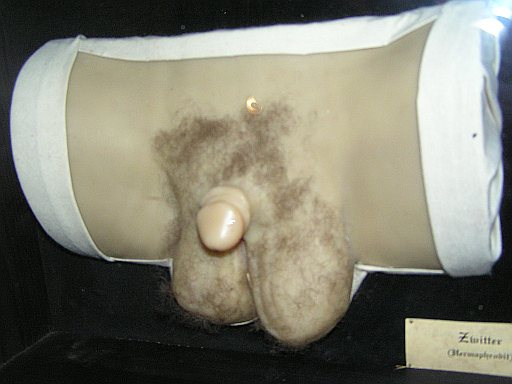
Гениталии человека с ложным мужским гермафродитизмом

## Исключения
- Интерсексуальность — наличие у раздельнополого организма признаков обоих полов, причём эти признаки являются не полностью развитыми, промежуточными.
- Трансгендерность — первичные и вторичные половые признаки не совпадают с гендерной самоидентификацией индивида.

## Половые признаки у человека
Хотя биологический пол закладывается в момент оплодотворения яйцеклетки сперматозоидом, на ранних стадиях половые признаки практически не различимы. Лишь на третьем месяце внутриутробной жизни из общей структуры формируются мужские или женские половые органы. Первоначальная структура заметна и после рождения.
В период полового созревания происходит окончательное развитие половых органов и их репродуктивных функций. Тогда же начинают проявляться вторичные половые признаки. Как правило, у девочек этот процесс начинается несколько раньше, чем у мальчиков, однако зависит от таких факторов, как наследственность, климат и питание. Проявление половых признаков обычно происходит в определённом порядке.

### Женские половые признаки
- Первичные:

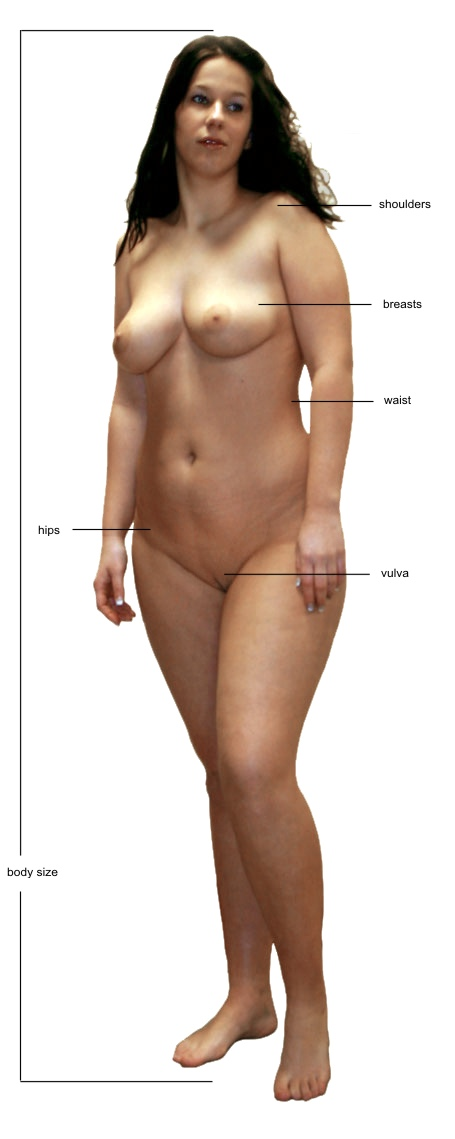
Женские половые признаки

  - сформированность тазовых половых органов по женскому типу:
    - наружные женские половые органы (вульва):
      - нижний угол лобка не увенчивается выступающим вперёд и вниз половым членом, под которым свисает мошонка, а раздваивается, образуя продолжающую его переднюю поверхность скрытых между ног больших половых губ с половой щелью между ними, в которой находятся малые половые губы и преддверие влагалища с клитором, наружным отверстием женского мочеиспускательного канала и входом во влагалище
      - большие половые губы, в отличие от мошонки, не должны быть сросшимися вдоль и внутри каждой из них не содержится половых желёз
      - Клитор должен быть в норме значительно меньше, чем мужской половой член, и может быть почти не виден, скрытый тканями преддверия влагалища и переднего сочленения половых губ. Через клитор не должен проходить мочеиспускательный канал и на клиторе не должно быть его наружного отверстия, как и каких-либо других

    - наличие внутренних женских половых органов:
      - Влагалище
      - Матка
      - Фаллопиевы трубы
      - Яичники
- Вторичные
  - Развитые молочные железы
  - Лобковое оволосение по женскому типу, оволосение промежности, паховые складки, волосы в подмышечных впадинах.
  - Менструация
  - Широкий таз, узкие плечи. Более высокий процент содержания жира в организме

Очерёдность развития в пубертатный период:
- Рост молочных желёз
- Появление гладких лобковых волос
- Период наиболее быстрого роста
- Лобковые волосы меняют структуру
- Появление подмышечных волос
- Первая менструация (менархе)

Половые признаки полностью формируются через 4—6 лет после первой менструации

### Мужские половые признаки
- Первичные

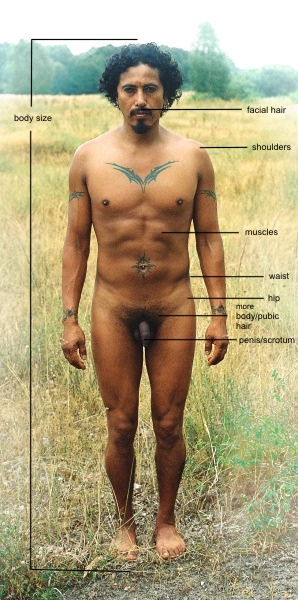
Мужские половые признаки

  - Мужской половой член значительно большего размера, чем клитор, и заметно выступает вперёд, свисая с нижней вершины лобка
  - Находящаяся под ним мошонка должна не иметь продольной расщелины, а быть сросшейся в отличие от больших половых губ с половой щелью у женщин
  - в мошонке должны быть спустившиеся туда из малого таза мужские половые железы — яички
  - Семявыносящий проток
  - Предстательная железа
  - Семенные пузырьки
- Вторичные
  - Оволосение на лобке, подмышечных впадинах, бороде, усах, груди
  - Строение тела: узкие бёдра, широкие плечи. Небольшой процент жира в организме
  - Более сильно выраженный кадык
  - Алопеция

Очерёдность развития в пубертатный период:
- Начало роста яичек
- Появление пушковых волос на лобке
- Незначительное изменение голоса
- Первая эякуляция
- Более грубые лобковые волосы
- Период наиболее быстрого роста
- Появление волосяного покрова на ногах и в подмышечных впадинах
- Ломка голоса
- Появление растительности на лице
- Волосяной покров на остальных частях тела